# Municipio de Garfield (condado de Lyon)
El municipio de Garfield (en inglés: Garfield Township) es un municipio ubicado en el condado de Lyon en el estado estadounidense de Iowa. En el año 2010 tenía una población de 309 habitantes y una densidad poblacional de 3,27 personas por km².

## Geografía
El municipio de Garfield se encuentra ubicado en las coordenadas 43°18′6″N 96°9′23″O / 43.30167, -96.15639. Según la Oficina del Censo de los Estados Unidos, el municipio tiene una superficie total de 94.37 km², de la cual 94,37 km² corresponden a tierra firme y (0 %) 0 km² es agua.

## Demografía
Según el censo de 2010, había 309 personas residiendo en el municipio de Garfield. La densidad de población era de 3,27 hab./km². De los 309 habitantes, el municipio de Garfield estaba compuesto por el 95,47 % blancos, el 0,32 % eran asiáticos, el 2,27 % eran de otras razas y el 1,94 % eran de una mezcla de razas. Del total de la población el 2,59 % eran hispanos o latinos de cualquier raza.